# Vérin
Vérin là một xã trong tỉnh Loire miền trung nước Pháp.